# منجي سوسي زروقي
منجي سوسي زروقي (ولد في سبيطلة في 24 فبراير 1936) هو لاعب قوى سابق تونسي. بطل وطني في الستينات ولاعب قوى مثل تونس في الألعاب الأولمبية 1960.

## الإنجازات
شارك منجي في الألعاب الأولمبية 1960، في سباق 400 متر حواجز وفاز بالمرتبة السادسة بتوقيت 54.3 ثانية.
كما شارك منجي في بطولة تونس لألعاب القوى سنة 1965 وفاز بذهبيتين في إختصاصات 100 متر في توقيت 17 ثانية و400 متر حواجز في توقيت دقيقة وثلاثة ثواني.
في ألعاب البحر الأبيض المتوسط 1959، فاز منجي بميدالية فضية في سباق 400 متر حواجز في توقيت 54.1 ثانية.

## روابط خارجية
- منجي سوسي زروقي على موقع الاتحاد الدولي لألعاب القوى (الإنجليزية)
- منجي سوسي زروقي على موقع أوليمبيديا (الإنجليزية)